# Fishburn
Fishburn is een civil parish in het bestuurlijke gebied Durham, in het Engelse graafschap Durham met 2588 inwoners.